# 中川久徳
中川 久徳（なかがわ ひさのり）は、江戸時代中期の豊後国岡藩の世嗣。官位は従五位下・内膳正、主計頭。

## 略歴
8代藩主・中川久貞の次男として誕生した。兄の久賢が早世したため、岡藩嫡子となる。明和5年（1768年）徳川家治に拝謁し叙任するが、不行跡のため天明3年（1783年）に廃嫡された。代わって、長男の久遠が嫡子となる。文化8年（1811年）、67歳で没した。

## 系譜
- 父：中川久貞（1724年 - 1790年）
- 母：不詳
- 正室：丹羽高庸の娘
- 室：山本勝五郎の娘
  - 次男：中川久持（1776年 - 1798年）
- 生母不明の子女
  - 長男：中川久遠（1769年 - 1786年）
  - 長女：宣 - 松平正路正室